# Tas z Boskovic
Tas Černohorský z Boskovic, respektive Protasius Černohorský z Boskovic (německy Protasius von Boskowitz, 1430/1432? – 25. srpna 1482, Vyškov) byl moravský šlechtic a diplomat a od roku 1457 zastával úřad olomouckého biskupa.

## Původ

Rodový erb Boskoviců

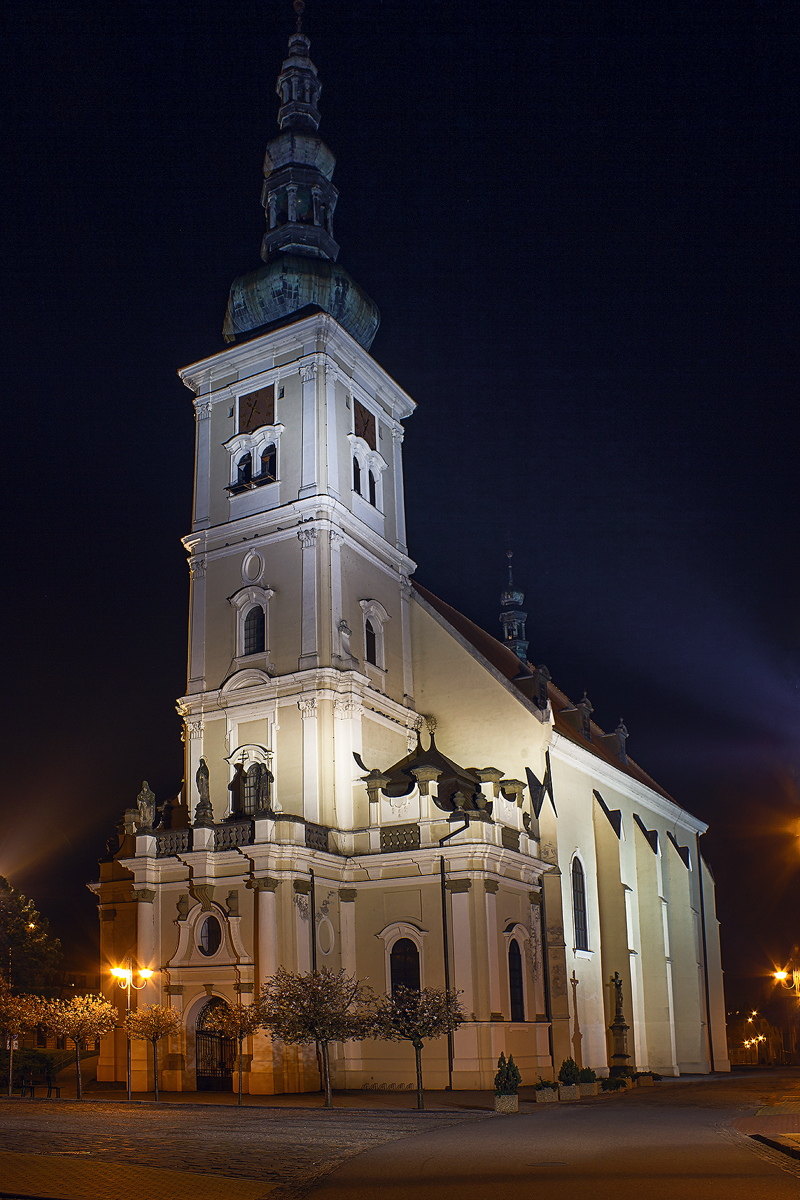
Kostel Nanebevzetí Panny Marie ve Vyškově

Pocházel z černohorské větve starého moravského rodu Černohorských z Boskovic. Jeho otec byl podkomoří markrabství moravského Beneš Černohorský z Boskovic, který se roku 1451 odřekl kalicha.

## Biskupská činnost
Tas se stal roku 1450 brněnským kanovníkem a roku 1457 byl zvolen do úřadu olomouckého biskupa. Po vysvěcení v roce 1459 a převzetí biskupského úřadu slíbil Tas z Černé Hory, že bude podporovat krále Jiřího z Poděbrad, pokud se jeho činnost nebude příčit víře a církvi. V králových službách absolvoval řadu diplomatických jednání a vykonal několik poselství.
Biskup Tas měl velké zásluhy o zvelebení školství na Moravě a také o založení tiskárny. V roce 1465 dal pořídit veškerý soupis biskupského zboží. V roce 1468 vykoupil ze zástavy hrad Mírov a o rok později dal zbudovat městský kostel Nanebevzetí Panny Marie ve Vyškově. Tamní hrad dal přestavět na renesanční zámek. Do zámecké zdi vyškovského zámku byl vsazen biskupův znak.

### Česko-uherské války a podpora Jagellonců na český trůn
Když roku 1466 papež Pavel II. uvalil klatbu na českého krále a začaly česko-uherské války, přešel biskup Tas na stranu uherského krále Matyáše Korvína a stál v pozadí jeho volby českým králem roku 1469. Jako plnomocník Matyáše Korvína jednal s posly Jiřího z Poděbrad. Jiří z Poděbrad se však dědických nároků na trůn vzdal a nabídl svoji korunu polským Jagelloncům. Biskup Tas z Boskovic následně vyjednával s polským králem Kazimírem IV. Jagellonským, stále ve prospěch Matyáše Korvína. Po smrti Jiřího z Poděbrad v roce 1471 však Matyáše opustil a podporoval jagellonskou kandidaturu na trůn. Do Polska vedl poselstvo, které tam oznámilo Vladislavovu volbu. Za jeho přispění byla uzavřena 7. prosince 1478 Olomoucká smlouva.
Biskup Protasius Černohorský z Boskovic, dobrodinec města Vyškova, a vyškovské farnosti, zemřel 25. srpna 1482 v době morové epidemie.